# ماریا پزیون
ماریا پزیون (روسی: Мария Васильевна Паюн؛ زادهٔ ۱۷ ژوئیهٔ ۱۹۵۳) قایقران روئینگ اهل اتحاد جماهیر شوروی سوسیالیستی است.